# Džon Karter
Dr. Džon Truman Karter III je izmišljeni lekar iz televizijske serije „Urgentni centar”, a tumačio ga je Noa Vajl, lik kog je većina zvala „Karter”, predstavljen u početnoj epizodi i pojavljivao se u prvih jedanaest sezona. Vajl je odlučio da napusti seriju na kraju 11. sezone uprkos ponudi da ostane. Naveo je porodični razlog i već veliki boravak u seriji kao razloge. Karter je otpisan iz serije tako što se preselio u Afriku i oženio svojom devojkom Makembom Likasu u epizodi „Predstava mora da se nastavi”.
Noa Vajl je pristao da se pojavi u četiri epizode 12. i 13. sezone. On je to i uradio u 12. sezoni, ali su epizode iz 13. pomerene za godinu dana kasnije u 14. sezonu. Zbog obustave rada scenarista, Urgentni centar je produžen u 15. sezonu (izvorno je trebalo da se završi posle 14. sezone) i tada se Vajl pojavio u još 5 epizoda jer je to bio deo serije smišljen da vrati bivše članove glavne postave.

## Opis lika
Karter dolazi u Opštu bolnicu kao student treće godine medicine. Nezgodno mu je počeo prvi dan u Opštoj jer je zamalo povratio u Urgentnom centru kad je video prelomno ranjenog bolesnika pa ga je utešio glavni specijalista dr. Mark Grin.
Kad je nadoknadio manjak svojih nadmoćnih sposobnosti, Karter deli posvećeni i saosećajni pristup sa svojim bolesnicima. Pošto ga je u početku zanimala hirurgija, on se prebacio u Urgentni centar, uprkos početnom zaprepašćenju i razočaranju njegovog hirurškog mentora dr. Pitera Bentona. Tokom svog hirurškog usavršavanja, Karter je žalio zbog manje povezanosti sa bolesnicima, pogotovo zbog manje korenite pratnje i nege.
Da bi se Karter prebacio sa hirurškog na usavršavanje hitnog zdravstva, pristao je da radi besplatno. Tada je otkriveno da je on član uticajne i bogate porodice i da ne mora uopšte da radi zbog čega ga je Opšta bolnica primila uprkos manjku sredstava za dodatne položaje. Kao specijalizantu mu je samopouzdanje poraslo pa je često radio na svoju ruku kako bi pomogao bolesnicima.

### Sezone 6−7
Tokom 6. sezone, Kartera i njegovu drugaricu i studentkinju medicine Lusi Najt je izboo bolesnik Pol Sobriki, student prava koji pati od šizofrenije. Najtova je podlegla povredama, a Karteru su povrede ostavile dugoročne teškoće sa bubrezima. Kao ihsod Karterove duge borbe sa bolom, krivica preživelog, i odbijanje pomoći, on je na kraju postao zavistan od narkotika pa je počeo da greši na poslu. Kad ga je Ebi Lokhart uhvatila kako sebi ubrizgava Fentanil u levu ruku u sali, Karterove kolege su pokrenule postupak pa je dr. Grin zahtevao da on ode na odvikavanje u središte za odvikavanje lekara u Atlanti ili će dobiti otkaz. Iako je u početku odbijao da ode, dr. Benton ga je ubedio da ide i pošao je sa njim vazduhoplovom.
Kad se vratio sa odvikavanja u 7. sezoni, Karter se pomirio sa svojim bratom od strica Čejsom kome je mozak oštećen zbog heroina i izvinio mu se što nije dugo bio govoreći mu: "Nisam hteo da priznam činjenicu da mi je bilo kao tebi". Na kraju sezone, Keri Viver vraća Karteru prijavu za glavnog specijalizanta zbog njegove prošle zavisnosti.

### Sezone 9−10
Tokom 9. sezone, Karter počinje da se zabavlja sa Ebi kad su bili izdvojeni u Urgentnom centru na dve nedelje zbog epidemije velikih boginja. U međuvremenu, zdravlje Karterove bake Milisent je sve lošije, a njegova majka Elenor ima teškoća da se navikne na razvod od njegovog oca Džeka. Da stvari budu još gore, Ebi i Karter nastavljaju nesuglasice oko toga da li bi Ebi (izlečena alkoholičarka) trebalo da pije uopšte, čak i umereno. Ove teškoće se ponovo javljaju kad se Ebin bipolarni brat Erik ponovo pojavio na dan kad je Baka umrla. Ebino davanje prednosti dužnostima bolničarke je označilo početak raskida Karterove i njene veze.
U nemogućnosti da prebrodi tugu, Karter odlučuje da se pridruži dr. Kovaču u Zairu bez Ebine podrške. Dok je bio tamo, on se pomirio sa procepom uz Kovačevu pomoć (zbog njihovih osećanja prema Ebi) i počeli su da se razumeju bolje. Kad je u ambulantu upala paravojna jedinica, Karteru su zapretili paravojnici.
Vratio se dve nedelje kasnije u 10. sezoni. Kad je prijavljeno da je Kovač ppoginuo u Africi, Karter se vratio da pokupi njegovo telo, ali je ga pronašao obolelog od malarije. Sredio je da Kovača pošalju kući i poslao pismo Ebi u kom raskida. Dr. Karter je osato u Africi nekoliko meseci i radio je sa Keminom ambulantom za SIDA-u. Karter i Kem su počeli da se zabavljaju i kad je ostala trudna, on je zamolio da pođe sa njim u Čikago gde ju je upoznao sa svojim saradnicima.
Kemina trudnoća se tragično završila kad se ranije porodila u osmom mesecu i rodila mrtvog rođenog sina u epizodi "Ponoć", a ona i Karter su bili u velikoj žalosti. Njega su osećajno podržali njegov otac i prijatelji Luka Kovač i Ebi Lokhart. Kemina i Karterova veza je uspela da preživi.

### Sezone 11−12
Tokom 11. sezone, Karter počinje da gradi ambulantu za HIV i SIDA-u pripojenu Opštoj bolnici sredstvima iz porodične zadruge. Ime joj je dao po svom mrtvo-rođenom sinu - "Džošua Makao Karter Centar". Posle toga, od odlazi u Pariz gde je Kem u gostima kod majke. Oni se sreću i on joj nudi da odu u Afriku i počnu ispočetka. Ona je oklevala, ali je kasnije prihvatila ponudu. Dr. Karter se vraća u Čikago i oprašta sa saradnicima i prijateljima.
U 12. sezoni, Karter se pojavio u četiri epizode tokom kojih je radio sa lekarom saradnikom u Darfuru u Sudanu gde su mu se pridružili dr. Prat i Debi. Prat ga je obavestio da su se Luka i Ebi pomirili i čekaju dete.

### Sezona 15
U epizodi "Knjiga o Ebi" 15. sezone, dugogodišnja bolničarka Hejle Adams pokazuje Ebi Lokhart na odlasku ormarić gde su svi raniji lekazi i aposleni ostavili pločice sa svojim imenima. Ipak, Karterova pločica nije tu. Hejle je rekla da on nije hteo da ostavi svoju pločicu jer je rekao da to "kvari izgled vladine imovine".
Karter se kasnije vratio u epizodi "Početak kraja" 15. sezone u kojoj se vratio u Urgentni centar Opšte bolnice. Objasnio je Kejt Benfild da se preselio u Čikago pa je odlučio da uradi još koju smenu. Ona ga je primila kad je saznala da ga je između ostalih obučavao i Mark Grin. On je posetio "Džošua Makalo Karter Centar". Na kraju epizode je prikazano da Karter ide na dijalizu zbog amiolidnog razvoja šistozomijaze koja je nepopravljivo oštetila Karteru jedini bubreg. On se vratio u Čikago kako bi ga stavili na SAD-ov spisak za presađivanje. Radeći ponovo u Urgentnom centru, i dalje je prikazano da je on dobar lekar sa dobrim rasuđivanjem, ali se i dalje navikava na nove lekove i tehnike koji se koriste u SAD-u. Na kraju, stanje mu se pogoršalo zbog čega se srušio tokom pregleda bolesnika. Dok su ga lečili dr. Gejts i dr. Moris, dobio je ubrzan rad srca, ali je smiren zahvaljujući Morisovom brzom razmišljanju. On je prebačen Severozapadni zdravstveni centar.
U epizodi "Stara vremena", dok je bio bolesnik u Severozapadu, njega je posetio njegov mentor i dobar prijatelj dr. Piter Benton kome on otkriva da brak sa Kem i ne ide dobro. U istoj epizodi, Benton prisustvuje i nadgleda operaciju kako bi se uverio da su se prema Karteru dobro ophodili. Kasnije, Karter dobija novi bubreg i presađivanje uspeva.
U epizodi "I na kraju...", završnici serije, Karter koristi bogatstvo svoje porodice da konačno otvori "Džošua Makalo Karter Centar", zdravstvenu ambulantu za siromašne koja se uklapa u planove koje je izneo na čitanju oporuke svoje bake. Kem iznenađuje Kartera kad je došla na proslavu otvaranja, ali izgleda da joj je malo neugodno u njegovoj blizini. U kasnijem razgovoru mu govori kako se oseća tužno u Čikagu jer je podseća na sinovljevu smrt. Dok je odlazila iz ambulante, rekla je Karteru da je pozove da se dogovore za doručak pre nego što odleti za Pariz. Karter naznačava da se zauvek vraća u Opštu, međutim, to je protivrečno njegovoj ranijoj zamisli da će napustiti Čikago ako će tako spasti brak.

## Vezani likovi
Ranije u seriji, Karterove radnje su tipično bile u oblasti Urgentnog centra. U obežeajnom gestu njegovog prenosa, dr. Grin mu je rekao da " sad on određuje" tokom svog poslednjeg dana u Urgentnom centru. Dr. Grinu je isto rekao dr. Morgenstern u početnoj epizodi 1. sezone serije. Dr. Karter je, nadkadno, rekao isto dr. Morisu kad je napuštao Urgentni centar, mada Moris nije razumeo šta je hteo da kaže.

### Porodica
Tokom radnje serije (pogotovo na početku 8. sezone) publika se upoznala sa raznim članovima Karterove bogate porodice i videla kako je njemu jako neprijatno što je mladić iz višeg staleža do te tačke da on izbegava da priča o svojoj pozadini.
Njegov otac Džon (Džek) Truman Karter ml. (Majkl Gros) je brižan, ali krut i baš je pristajao svojo supruzi sve gok mu nije dosadilo to što je ona "osećajna vampirica" pa se razveo. On i Karter imaju čudnu vezu jer se vole, ali Džon ne poštuje oca. Džek je to prepoznao pa se zbog toga malo odaljio od njega. Karterova majka Elenor (Meri Makdonel) je osećajno udaljena i hladna. Njena ličnost je jako izoštrena jer krivi sebe za smrt Karterovog brata Roberta od leukemije. Karter je na kraju shvatio da veći deo njene tuge dolazi iz toga pa su se na kratko zbližili, ali je na kraju Elenor prekinula sve veze sa porodicom kad se razvela od Džeka do te tačke da Džon nije znao kako da je dobije niti mu se javljala kad ju je zvao kad je Milisent Karter (koja je ni malo nije volela) preminula.
Karterovog dedu Džona Trumana Kartera st. (Džordž Plimpton) je najviše razočarao Karterov izbor karijere, a pošto ga je Karter poštovao, poštovao je i on njega. Karterova baba Milisent Karter (Frensis Sternhejgen) je dobrotvorka bolnice pa je čak i dala novac za ambulantu Kerol Hatavej. Karter je jako blizak sa svojom babom (koju on zove "Baka") pa na mah živi kod nje. Ponekad su se i svađali, uglavnom zbog toga što Karter ne želi da učestvuje u stvarima koje se tiču porodične zadruge. Baba je onda izmenila svoju oporuku i izbacila Džeka kako glavu zadruge i na njegovo mesto stavila Džona što je dovelo do toga da on promeni svoj zadatak oko podrške čikaškim umetničkim programima i da se prebaci na javno zdravlje.
Čejs Karter (Džonatan Skarf) je Karterov brat od strica i zavisnik od heroina. Karter je uz pomoć svoje saradnice Ane pokušao da ga izleči i odvikne od toga, ali je omanuo. Čejs je na kraju uzeo preveliku količinu i pretrpeo oštećenje mozga. Karter se dogovorio sa porodicom da Čejs bude na lečenju pa mu je bilo bolje. Elejn Nikols Karter (Rebeka De Mornej), bivša žena drugog Karterovog brata od strica, je došla u bolnicu na lečenje od raka dojke pa su ona i Karter imali preljubu.

### Romantične veze
Karter je imao broje neuspele veze. Značajne devojke su navedene ispod:
- Liz (Liz Vejsi), bolesnica sa kojom se Karter zabavljao tokom 1. sezone. Nekoliko puta su opštili sve dok Karter nije otkrio da mu je prenela PPB. Zbog toga su raskinuli.
- Harper Trejsi (Kristin Elis), koleginica studentkinja sa kojom se Karter zabavljao tokom 2. sezone. Prevarila je Kartera pri početku veze sa dr. Dagom Rosom. Karter joj je oprostio, ali je ona raskinula sa njim nekoliko meseci kasnije jer je on prevario drugog studenta kako bi dobio postupak.
- Ebi Kiton (Glen Hedli), pedijatrijska hirurškinja prebačena u Opštu bolnicu iz Južne strane kad je ona zatvorena. Karter i Kitonova su počeli da rade zajedno i na kraju uplovili u potajnu vezu koja se završila kad je Kitonova otišla na dobrovoljni zadatak da obučava pakistanske hirurge.
- Karter je razvio prijateljski odnos sa Anom Dela Amiko (Marija Belo) tokom 4. sezone, ali ljubav prema njoj nije uzvraćena. Poljubili su se jedanput kad je izvukla Kartera iz zatvora jemstvom. Ona se na kraju vratila u Filadelfiju i pomirila sa bivšim dečkom.
- Roksan Pliz (Džuli Bouen), prodavačica osiguranja Karterova bolesnica sa kojom je počeo da se zabavlja tokom 5. sezone. Veza je raskinuta iz mnogo razloga, među kojima su i njihovi teški rasporedi na poslovima i možda to što je Karteru počela da se sviđa studentkinja Lusi Najt.
- Lusi Najt (Keli Martin) i Karter su se sviđali jedno drugom. Jednom su se poljubili pa je on odlučio da prekine sve jer je ona studentkinja. Nastavili su da budu drugovi sve do njene smrti u 6. sezoni.
- Elejn Nikols (Rebeka De Mornej) se prvi put pojavila kad je došla u Urgentni centar zbog povrede. Elejn je bivša žena Karterovog brata od strica Daglasa. Njihov odnos za Elejn je samo opštenje, ali je Karter želeo više. Ona je prestala da se viđa sa Karterom kad je otkrila da zna da ona ima rak dojke. Karter je pokušao da je uteši, ali je ona lepo tražila da je ostavi na miru. Kasnije se seli u Evropu na nekoliko meseci i otvoreno je rekla Karteru da je više ne zove kad se vrati.
- Rena Truhilo (Lurdes Benedikto) i Karter su se zabavljali tu i tamo tokom 7. sezone dok on nije otkrio da je ona studentkinja i da im samo 19 godina. On je pokušao da rasplamsa romantiku, ali ga je ona ostavila jer mu se još sviđala Ebi Lokhart.
- Suzan Luis (Šeri Stringfild) i Karter su se upoznali 1994. godine kad je ona bila stažistkinja 2. godine. Karteru se ona odmah svidela. Kad je ona raskinula sa drugim lekarom, on je pokušao da je uteši poljupcem, ali ga je ona zaustavila. Ona se onda odselila u Feniks u Arizoni pa se vratila 2001. godine. Kad se vratila u Opštu, njih dvoje su rasplamsali prijateljstvo i priznali jedno drugom šta osećaju. Počeli su da se zabavljaju, ali su shvatili da je ranija varnica nestala, najviše zbog Karterove opsednusti za Ebi. Ljubazno su se rastali kad mu je Suzan rekla "Kaži Ebi".
- Eki Lokhart (Mora Tirni), bolničarka u Urgentnom centru, i Karter su počeli da se zabavljaju tokom 9. sezone kad se Karter ubacio u njen odnos sa Lukom Kovačem što je dovelo do njihovog raskida. Nakon niza ličnih preloma, njihova veza se na kraju prekinula kad je Karter otišao u Zair na nekoliko meseci. On raskida sa Ebi putem pisma. Karter nije mogao da podnese to što Ebi nije htela da učini promene koje je on želeo pa je nije zaprosio što je uništilo njihovu vezu. Ostali su dobri prijatelji sve do kraja 11. sezone kad je Karter napustio Opštu. Kad se on vratio u 15. sezoni, Ebi je osnovala porodicu sa Lukom i odselili su se u Boston.
- Makemba "Kem" Likasu (Tandivej Njuton) je počela da se zabavlja sa Karterom u 10. sezoni. Francusko-Zairsku SIDA radnicu u Zairu, Karter je upoznao Kem dok je radio za Lekare bez granica. Imali su stratven i brzo-prolazni odnost koji je ishodio Keminom trudnoćom. U osmom mesecu je izgubila dete i počela da se osećajno gasi. Karter ju je zaprosio, ali mu ona nije odgovorila nego se odselila u Afriku. Tokom njihovog razdvajanja, oboje su se zabavljali sa nekim, ali kad ju je Karter posetio dok je bila u Francuskoj, oni su se pomirili i dali svojoj vezi drugu priliku. Tokom 11. sezone, otkriveno je da su se Karter i Kem venčali, ali u 12. sezoni je Karter bio sam kad se vratio u Afriku da donese zdravstvenu pomoć u Darfur i stalno je aludirao kako stvari sa Kem nisu dobre. Na kraju serije, Kem se vratil u Čikago da poseti "Džošua Makalo Karter Centar" koji je posthumno dobio ime po njihovom sinu. Ona i Karter su se čudno sreli i to pošto je ona pristala na zamisao da odlete u Pariz zajedno.
- Vendel Mid (Medhen Amik), socijalna radnica iz Urgentnog centra sa kojom je Karter bio u vezi dok je bio rastavljen od Kem tokom 11. sezone. Ona je raskinula sa njim kad joj je priznao da je ne voli.